# Let You Love Me
"Let You Love Me" é uma canção da cantora e compositora britânica Rita Ora. Seu lançamento ocorreu em 21 de setembro de 2018, através da Atlantic Records, servindo como quarto single do seu segundo álbum de estúdio, Phoenix.
A canção alcançou o número cinco no Reino Unido, tornando-se a 13ª música de Ora a alcançar o top dez do Reino Unido, quebrando assim um recorde de 30 anos da maioria das dez canções de uma cantora britânica (anteriormente detida por Shirley Bassey e Petula Clark). A música também alcançou o top dez em quatro outros países.

## Fundo
Após seis anos desde o lançamento do seu primeiro e único álbum de estúdio, Ora (2012), com inúmeros singles lançados, cancelamentos, rompimento de contratos, Ora usou suas redes sociais para anunciar que o seu segundo e tão aguardado álbum de estúdio finalmente estaria chegando em novembro. Intitulado Phoenix, seu primeiro trabalho por completo tem previsão para ser lançado em 23 de novembro de 2018 através da Atlantic Records.

## Composição
Na letra da música, Ora se lamenta por um relacionamento auto-destrutivo - "Toda vez que fica muito real/E toda vez que eu sinto vontade de sabotar/eu começo a correr de novo/E toda vez que eu me afasto/eu realmente quero dizer que sinto muito" - ela canta sobre sintetizadores arejados e chocalhando tambores programados. No refrão, ela revela como é difícil encontrar segurança em seu romance: "Qual é o problema comigo?" E admite: "Eu gostaria de poder deixar você me amar."
"Let You Let Me" foi lançado no dia 21 de setembro de 2018, servindo como primeiro single do projeto, Phoenix, sucessor do seu aclamado álbum de estréia, Ora (2012).

## Videoclipe
Ora lançou a música acompanhada do videoclipe oficial no dia 21 de setembro de 2018 em seu canal oficial no YouTube. O vídeo foi dirigido por Malia James e produzido por Tom Birmingham.
No vídeo musical com toques de neon, Ora dança em uma festa em Londres, onde ela flerta com um colega de festa enquanto canta sobre sentir que ela é a razão por trás dos problemas em um relacionamento. "Obrigada por assistirem", disse Ora aos fãs na seção de comentários do vídeo do YouTube, acrescentando: "Essa música significa muito para mim".

## As performances ao vivo
Ora cantou "Let You Love Me" pela primeira vez no Festival de Música de Gibraltar em 22 de setembro de 2018. Sua primeira apresentação televisiva do single foi no episódio de 6 de outubro do The Jonathan Ross Show. Em 26 de outubro, Ora cantou a música em traje de halloween como Post Malone no Haunted House Party do KISS FM. Mais tarde, ela se apresentou no show de resultados do Strictly Come Dancing em 28 de outubro. A primeira apresentação de Ora da música nos EUA foi no People's Choice Awards, em 11 de novembro. Ela cantou a música no show Children in Need Rocks da BBC em 15 de novembro.

## Lista de faixas
Download digital
1. "Let You Love Me" – 3:10

YouTube Acoustic Video
1. "Let You Love Me (Acoustic)" – 3:12

Download digital – Möwe Remix
1. "Let You Love Me" (Möwe Remix) – 3:06

Download digital – James Hype Remix
1. "Let You Love Me" (James Hype Remix) – 3:42

## Créditos
Créditos adaptados do Genius Lyrics.
- Rita Ora - vocais
- Fred Gibson - produtor, backing vocals, bateria, guitarra, teclados, programador
- Finn Keane - produtor, backing vocals, bateria, teclados, programador
- Michael Freeman - engenheiro assistente de mixagem
- Daniel Zaidenstadt - engenheiro
- Alex Gordon - domínio
- Mark "Spike" Stent - mixagem

## Desempenho nas paradas musicais
| Tabela musical (2018)                          | Melhor posição |
| ---------------------------------------------- | -------------- |
| O campo songid é OBRIGATÓRIO PARA PARADA ALEMÃ | 33             |
| Austrália (ARIA)                               | 18             |
| Áustria (Ö3 Austria Top 75)                    | 44             |
| Bélgica (Ultratop 50 de Flandres)              | 30             |
| Bélgica (Ultratip Bubbling Under da Valônia)   | 1              |
| Canadá (Canadian Hot 100)                      | 81             |
| Croácia (HRT)                                  | 5              |
| Dinamarca (Tracklisten)                        | 37             |
| Escócia (Scottish Singles Chart)               | 2              |
| Eslováquia (Singles Digitál Top 100)           | 12             |
| Espanha Physical/Digital Songs (PROMUSICAE)    | 37             |
| Estados Unidos Euro Digital Songs (Billboard)  | 3              |
| França (SNEP)                                  | 88             |
| Grécia International Digital Singles (IFPI)    | 25             |
| Hungria (Single Top 40)                        | 21             |
| Hungria (Stream Top 40)                        | 17             |
| Irlanda (IRMA)                                 | 7              |
| Letônia (Latvijas Top 40)                      | 5              |
| Noruega (VG-lista)                             | 17             |
| Nova Zelândia Heatseekers (RMNZ)               | 12             |
| Países Baixos (Dutch Top 40)                   | 14             |
| Países Baixos (Mega Top 50)                    | 15             |
| Países Baixos (Single Top 100)                 | 53             |
| Polónia (Polish Airplay Top 100)               | 29             |
| Portugal (AFP)                                 | 68             |
| Reino Unido (UK Singles Chart)                 | 5              |
| República Checa (Singles Digitál Top 100)      | 19             |
| Roménia (Airplay 100)                          | 45             |
| Rússia (Tophit)                                | 12             |
| Suécia (Sverigetopplistan)                     | 28             |
| Suíça (Schweizer Hitparade)                    | 29             |